# 公智神社
公智神社（くちじんじゃ、こうちじんじゃ）は、兵庫県西宮市にある神社。延喜式神名帳に記されている式内小社で、旧社格は県社。
久久能智神、健速須佐之男命、奇稲田姫命を祀る。

## 由緒
創建年月日は不詳であるが、孝元天皇の皇子大彦命の末裔久々智氏族が木の祖神久久能智神（句句廼馳神）を氏神として奉祀したのが始まりと伝えられている。大化3年冬、孝徳天皇有馬行幸の際の御用材を当社地より用い、その品質の良好なことを喜ばれ「功地山」の山名を賜る。貞観年中に健速須佐之男命・奇稲田姫命を合祀し、天王宮・祇園牛頭天王と称された。昭和4年4月に県社に加列。